# Самюель Барате
Самюель Барате (фр. Samuel Barathay, 1 червня 1968) — французький академічний веслувальник.
Бронзовий призер Олімпійських Ігор 1996 року в складі парної двійки, учасник 1992, 2000 років.
Чемпіон світу 1993 року в складі парної двійки, бронзовий призер 1994 року в складі парної двійки.